# 全日本教員バスケットボール連盟
全日本教員バスケットボール連盟（ぜんにほんきょういんバスケットボールれんめい）は、日本国内における教員チームのバスケットボール連盟。日本バスケットボール協会への加盟団体。

## 概要と歴史
1970年、全日本教員バスケットボール連盟が発足。

## 主催大会
- 全日本教員バスケットボール選手権大会